# Jeff Tittel
Jeff Tittel é um ambientalista americano. Ele é o director do New Jersey Sierra Club há 23 anos. É um dos mais proeminentes activistas ambientais do estado.
Tittel trabalhou no New Jersey Highlands Act, no programa New Jersey Clean Car, na proibição do fracking na bacia do rio Delaware e no Global Warming Response Act. Ele foi criado em Hillside, Nova Jersey, e liderou o activismo ambiental desde tenra idade.